# Ehemalige Mülldeponie Wannsee

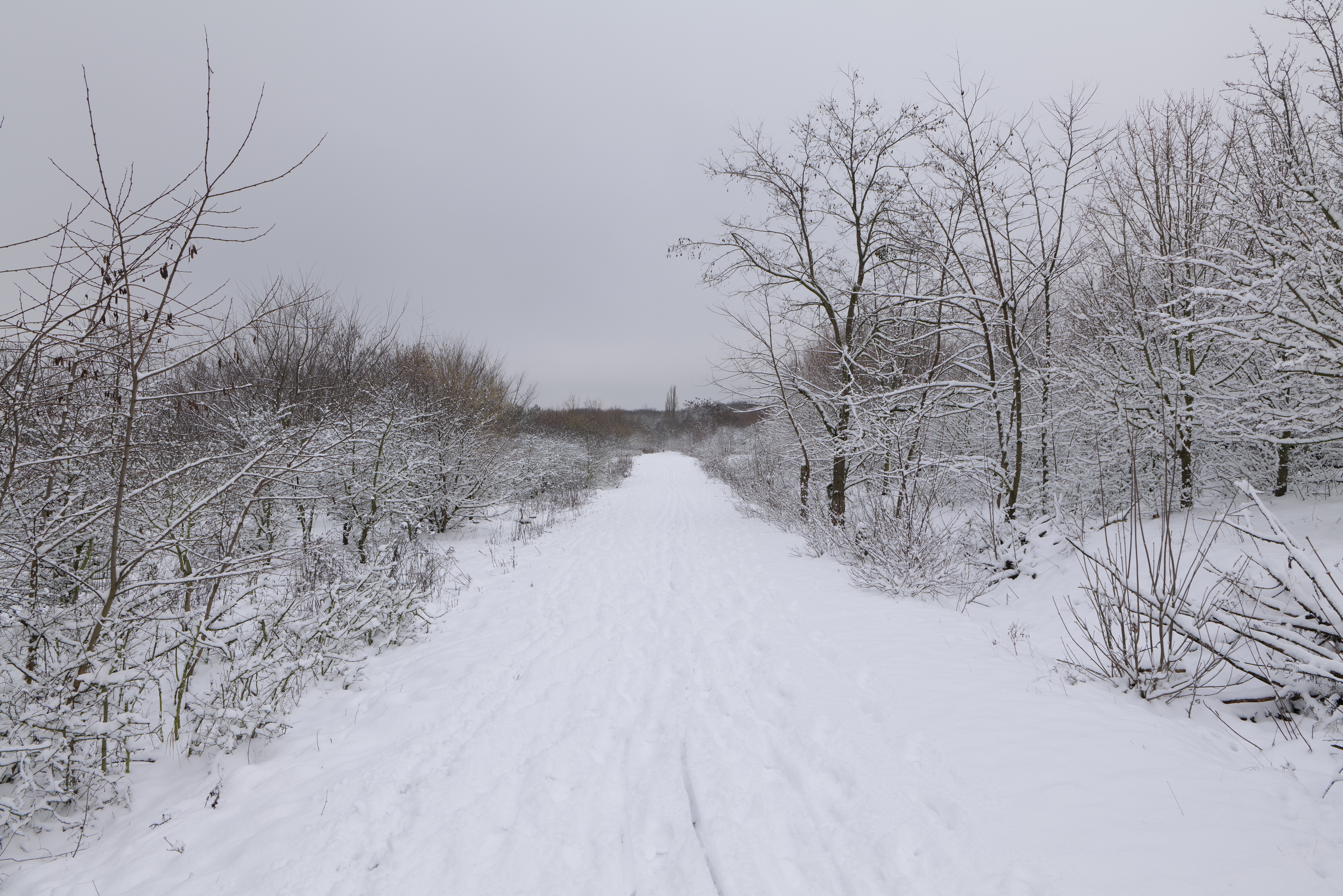
Winterliche Landschaft des Naherholungsgebietes auf der ehemaligen Mülldeponie Wannsee

Die ehemalige Mülldeponie Wannsee befindet sich auf der Insel Wannsee im Berliner Ortsteil Wannsee des Bezirks Steglitz-Zehlendorf.
 Info: Der Text der nachfolgenden Abschnitte Nutzungsgeschichte, Schadenssituation, Sanierungsmaßnahmen, Kosten, Aktuelle Grundwassersituation, Deponiegasproblematik sowie Zukünftige Nutzung wurde von der Senatsverwaltung für Umwelt, Verkehr und Klimaschutz Berlin übernommen.

## Nutzungsgeschichte
Die Deponie Wannsee befindet sich im südlichen Bereich der Wannseehalbinsel im Südwesten von Berlin. Sie wurde im Bereich weichseleiszeitlicher Decksande in einer ehemaligen Kiesgrube angelegt. Die Basis bildet ein eiszeitlicher Geschiebemergel, der für einen Deponiestandort nach heutigen Erkenntnissen entweder von vornherein zu geringmächtig war oder möglicherweise im Zuge des Kiesabbaus unbeabsichtigt teilweise mit ausgeräumt wurde.
Von der Gesamtfläche von ca. 52 ha entfallen ca. 13 ha auf den alten „Hirschberg“ sowie ca. 39 ha auf den neuen Deponieteil. In der gesamten Betriebszeit von 1956 bis 1982 wurde ein Müllvolumen von insgesamt fast 12 Millionen m³ dorthin verbracht. Hiervon entfallen rund 3,05 Millionen m³ auf den alten (Betriebszeit 1956–1967) sowie rund 8,7 Millionen m³ auf den neuen Deponieteil (Betriebszeit 1967–1980). Zur groben Orientierung ist von einer offenen Deponierung von ca. 44 % Haus- und Gewerbeabfällen, ca. 52 % Bodenaushub und Bauschutt sowie ca. 4 % Sonderabfällen, letztere seit 1971 in ca. 40 mit Lehm und Flugasche abgedichteten Becken, auszugehen.
Die oberflächliche Abdeckung der Deponie Wannsee wurde Ende der 1980er Jahre im Wesentlichen abgeschlossen. Das Deponiegas wird seitdem gefasst und energetisch auf dem nahegelegenen Helmholtz-Zentrum verwertet.

## Schadenssituation
Bereits Ende der achtziger Jahre belegten im Umfeld der Deponie durchgeführte Untersuchungen einen beginnenden Deponieeinfluss im oberen Grundwasserleiter. In den folgenden Jahren wurde eine Vielzahl von Messstellen im Umfeld der Deponie errichtet, die sowohl das auf dem Geschiebemergel abfließende Sickerwasser der Deponie erfassen als auch die verschiedenen Grundwasserhorizonte erschließen.
Während einige der Sickerwassermessstellen sehr wohl ein für Müll typisches Emissionsspektrum bei deutlicher Überschreitung der Prüfwerte der BBodSchV (Bundes-Bodenschutz- und Altlastenverordnung) aufwiesen, zeigte sich der obere Grundwasserleiter bisher erst relativ gering mit dem zu erwartenden Emissionsspektrum belastet. Lediglich zwei der halbjährlich beprobten Grundwassermessstellen waren bislang geringfügig mit Arsen (max. 1,6-fach) über dem Schadenswert der Berliner Liste 1996 (BL) belastet.
Bei weiteren Untersuchungen stellte sich heraus, dass die Mächtigkeit und Beschaffenheit der in den achtziger Jahren aufgebrachten Deponieabdeckung teilweise nicht ausreichend war und als zu geringmächtig oder zu wasserdurchlässig bewertet wurde.

## Sanierungsmaßnahmen
Auf der Grundlage eines öffentlich-rechtlichen Vertrages mit den Berliner Stadtreinigungsbetrieben (BSR) zur nachträglichen Sicherung der Altablagerung wurde die ursprüngliche Deponieabdeckung auf den unzureichend abgedeckten Teilflächen (insgesamt ca. 22 ha) durch eine so genannte Wasserhaushaltschicht (WHS) ersetzt. Diese besteht aus einer 1,4 m mächtigen Wasserspeicherschicht mit einer nutzbaren Feldkapazität nFK >17 % unter einer 0,3 m mächtigen Versickerungsschicht mit 5–8 % organischen Anteilen. Im Zusammenwirken mit dem darauf angepflanzten Mischwald ist sie dazu angetan, einsickerndes Niederschlagswasser vorübergehend zu speichern und mit Hilfe des Bewuchses wieder zu verdunsten. Dadurch soll der Eintrag von Niederschlagswasser in die Deponie zur Aufrechterhaltung mikrobieller Umsetzungsprozesse auf im Mittel 50 mm/Jahr begrenzt werden und die Grundwasserneubildung reduziert werden. Die Wirksamkeit der Wasserhaushaltsschicht wurde 2015 gutachterlich bestätigt.

## Kosten
Die Kosten dieser Sanierungsmaßnahmen in Höhe von ca. 15 Millionen Euro einschließlich eines begleitenden Monitorings wurden vollständig von den Berliner Stadtreinigungsbetrieben (BSR) übernommen.

## Aktuelle Grundwassersituation
In den auffälligen Schichtenwassermessstellen traten in den Folgejahren bis 2015/2016 auch weiterhin Belastungen durch vereinzelte Schwermetalle auf. Bedingt durch die WHS sind zahlreiche Schichtenwassermessstellen trocken gefallen. In den Grundwassermessstellen sind die örtlichen Schwermetallbelastungen rückläufig und überschreiten die BL nicht mehr. Durch erhöhte Leitfähigkeiten und vereinzelt erhöhte Ammonium- und Nitratgehalte ist eine Beeinflussung durch die Deponie jedoch weiterhin nachweisbar.
Ein aktualisiertes und angepasstes Monitoring wird derzeit erarbeitet und weiterhin von den BSR durchgeführt.

## Deponiegasproblematik
Ohne behördliche Veranlassung der Bodenschutz- oder Altlastenbehörde wurde bereits in den 1980er Jahren ein Absaugsystem für Deponiegas installiert und betrieben. Das entstehende Deponiegas wurde über Tiefbrunnen erfasst und zunächst in einem Blockheizkraftwerk auf dem damaligen Hahn-Meitner-Institut heute Helmholtz-Zentrum zu Strom und Wärme umgewandelt. Seit 2000 wird das Deponiegas nur noch thermisch verwertet, um zusammen mit Erdgas Wärme für das nahegelegene Helmholtz-Zentrum Berlin zu liefern. Hierzu bestand ein Nutzungsvertrag aus dem Jahr 2000 zwischen Vattenfall AG (vormals Bewag) und dem Grundstückseigentümer Berliner Forsten.
Seit 2012 durchgeführte Bodenluftuntersuchungen bestätigten weiterhin hohe Methangehalte in der Bodenluft der Altablagerung. Auch konnten insbesondere im Bereich des Hirschberges und in weiteren Teilbereichen der Deponie, in denen keine Wasserhaushaltschicht aufgetragen wurde, örtliche Methangasaustritte an der Oberfläche nachgewiesen werden Zudem hat sich gezeigt, dass das bestehende Absaugregime, welches abnahmebedingt betrieben wurde, nicht die bodenschutzrechtliche Sicherung des gesamten Standortes erreichen würde.
Neben der Prüfung und Instandsetzung der Gasfassungsanlagen (Brunnen, Gassammelleitungen und Verdichteranlage) wurde die Erarbeitung einer Sicherungsvariante für ein geeignetes, standortbezogenes Absaugregime 2014 gegenüber den BSR angeordnet. Darüber hinaus wurde 2017 eine Vereinbarung über die Gasfassung und Verwertung zwischen den BSR und den Berliner Forsten geschlossen, die auch weiterhin die Verwertung des Deponiegases durch die Vattenfall AG garantierte.
Da aufgrund der erforderlichen stärkeren Besaugung ein deutlicher Mehranfall an Deponiegas zu erwarten war, wurde 2017 nach Durchführung eines Genehmigungsverfahrens eine neue Verdichteranlage mit Gasfackel errichtet, die einen Parallelbetrieb von Verbrennung und Verwertung ermöglicht und insbesondere in den Sommermonaten, in denen die Wärmenutzung deutlich abfällt, eine Standortsicherung ermöglicht.
2018 fanden umfangreiche Arbeiten zur Sicherung von Gasbrunnen und Gassammelschächten sowie zur Ertüchtigung von Gassammelsträngen nach Kamerabefahrungen statt. Bei Letzteren führten deponietypische Geländesetzungen und die Auflast der WHS zu senkungsbedingten, örtlichen Wassereinstaus (Kondensat) und dadurch zu resultierender Einschränkung der Besaugung oder zum kompletten Verschluss der Leitungen. Die Arbeiten zur anlagentechnischen Optimierung werden weiter fortgesetzt.

## Zukünftige Nutzung
Nach langjähriger Einzäunung eines Teilbereiches der Altablagerung in dem nach Auftrag der Wasserhaushaltschicht die Pflege der Anpflanzungen ebenfalls den BSR oblag und hier eine Beschädigung durch Wildfraß ausgeschlossen werden musste, konnte das Gelände nach Sicherung der Gasfassungsbauwerke Ende 2017 wieder in die Verantwortung der Berliner Forsten zur forstwirtschaftlichen Nutzung übergeben werden.
Die Fläche der Altablagerung ist als Wald ausgewiesen und befindet sich in einem Landschaftsschutzgebiet. Sie steht der Öffentlichkeit nun wieder uneingeschränkt als Naherholungsgebiet zur Verfügung.